# ジャック・シュワルツマン
ジャック・シュワルツマン（Jack Schwartzman, 1932年7月22日 - 1994年6月15日）は、アメリカ合衆国の映画プロデューサー。

## 人物
妻は女優タリア・シャイア。息子には映画監督のジョン・シュワルツマン、俳優のジェイソン・シュワルツマン、歌手のロバート・シュワルツマンがいる。

## 作品
- 官能
- コールド・ヘブン/悪夢の再会
- ハイパーサピエンス
- ネバーセイ・ネバーアゲイン
- 郵便配達は二度ベルを鳴らす
- チャンス